# Välijoki
Der Välijoki (finn. für „Zwischenfluss“) ist ein Fluss in der finnischen Landschaft Südösterbotten.
Der Välijoki bildet den mittleren Abschnitt des Ähtävänjoki-Flusssystems.
Er bildet den Abfluss aus dem Lappajärvi, fließt über eine Strecke von 15 km in 
nordnordwestlicher Richtung und mündet in den See Evijärvi.
Auf etwa halber Strecke liegt das 1969 fertiggestellte Wasserkraftwerk Hanhikoski.
Es hat eine installierte Leistung von 1,4 MW und nutzt ein Gefälle von 7,1 m bei einem Durchfluss von 2 × 12,5 m³/s.